# Сланце
Сланце (на словенски: Slance) е село в Словения, Савински регион, община Целе. Според Националната статистическа служба на Република Словения през 2015 г. селото има 91 жители.